# Auerbach (Austria)
Auerbach è un comune austriaco di 558 abitanti nel distretto di Braunau am Inn, in Alta Austria.